# Microsoft Visual Studio
Microsoft Visual Studio est une suite de logiciels de développement pour Windows et mac OS conçue par Microsoft. La dernière version s'appelle Visual Studio 2022.
Visual Studio est un ensemble complet d'outils de développement permettant de générer des applications web ASP.NET, des services web XML, des applications bureautiques et des applications mobiles. Visual Basic, Visual C++, Visual C# utilisent tous le même environnement de développement intégré (IDE), Visual Studio Code, qui leur permet de partager des outils et facilite la création de solutions faisant appel à plusieurs langages. Par ailleurs, ces langages permettent de mieux tirer parti des fonctionnalités du framework .NET, qui fournit un accès à des technologies clés simplifiant le développement d'applications web ASP et de services web XML grâce à Visual Web Developer.
Durant sa conférence Connect() 2016, Microsoft a annoncé le portage de Visual Studio sur macOS, le système d'exploitation d'Apple. Cependant, Microsoft a annoncé le 30 août 2023 que Visual Studio pour Mac ne sera plus supporté à partir du 31 août 2024.

## Langages supportés par Visual Studio
- C++
- C[3]
- C++/CLI
- C#
- F#
- Visual Basic
- Python, via un add-on[4]
- Q#, via un add-on
- JavaScript
- TypeScript
- HTML
- CSS
- Extensible Stylesheet Language Transformations
- Extensible Markup Language

## Versions successives

### Visual Studio 97
La première version de Visual Studio a été publiée en 1997 par Microsoft, afin de rassembler au sein d'un même environnement de développement plusieurs de ses outils de programmation. Visual Studio 97 incluait Visual Basic 5.0 et Visual C++ 5.0, pour le développement d'application Windows, Visual J++ 1.1 pour la programmation Java et Visual FoxPro 5.0 pour la programmation xBase. Visual InterDev était utilisé pour créer des pages web générées dynamiquement en ASP.

### Visual Studio 6.0
La version suivante (6.0) date de 1998. Les numéros de version de tous ses constituants sont passés également à 6.0. Cette version a été la base du développement pour Microsoft pour les quatre années suivantes, jusqu'au passage au développement .NET.
Visual Studio 6.0 a été la dernière version incluant Visual Basic tel que le connaissait la majeure partie des programmeurs VB. C'est également la dernière version à inclure Visual J++.

### Visual Studio .NET (2002)
En 2002, Visual Studio .NET est publié. Le principal changement a été l'introduction du framework .NET. Les programmes développés en utilisant .NET ne sont pas compilés en langage machine (au contraire du C++, par exemple) mais dans un langage intermédiaire nommé MSIL (MicroSoft Intermediate Language) ou CIL (Common Intermediate Language). Une application MSIL est ensuite compilée, au moment de son exécution, dans le langage machine approprié à la plate-forme sur laquelle elle est exécutée.
En dissociant le programme binaire de la plateforme, cette méthode permet notamment à Microsoft de mieux supporter les différentes versions du système d'exploitation Windows (en particulier Windows CE) ainsi que les nouvelles architectures de micro-processeurs. Les programmes compilés en MSIL peuvent être exécutés seulement sur des plates-formes possédant une implémentation du framework .NET. Il est possible de lancer des programmes MSIL sur Linux ou Mac OS X grâce à des implémentations non-Microsoft de .NET comme Mono et DotGNU.
Microsoft a aussi introduit le langage C#, similaire au langage Java.
Visual Basic, renommé Visual Basic .NET, a subi des modifications pour correspondre au nouveau framework, notamment en introduisant la programmation orientée objet. Microsoft a également ajouté des extensions au C++, appelées Managed Extensions for C++, de manière que les programmeurs C++ puissent créer des programmes .NET.
Visual Studio .NET peut être utilisé pour construire des applications Windows (utilisant Windows Forms), des applications Web (en ASP.NET ou avec des services web) ou encore des applications mobiles (avec le .NET Compact Framework).
Le numéro de version interne de Visual Studio .NET est 7.0 (le symbole _MSC_VER étant défini comme 1300).

### Visual Studio .NET 2003
Il s'agit d'une mise à jour mineure de Visual Studio 2002. Le framework .NET est passé à la version 1.1.
Le numéro de version interne de Visual Studio 2003 est 7.1 (le symbole _MSC_VER étant défini comme 1310).

### Visual Studio 2005

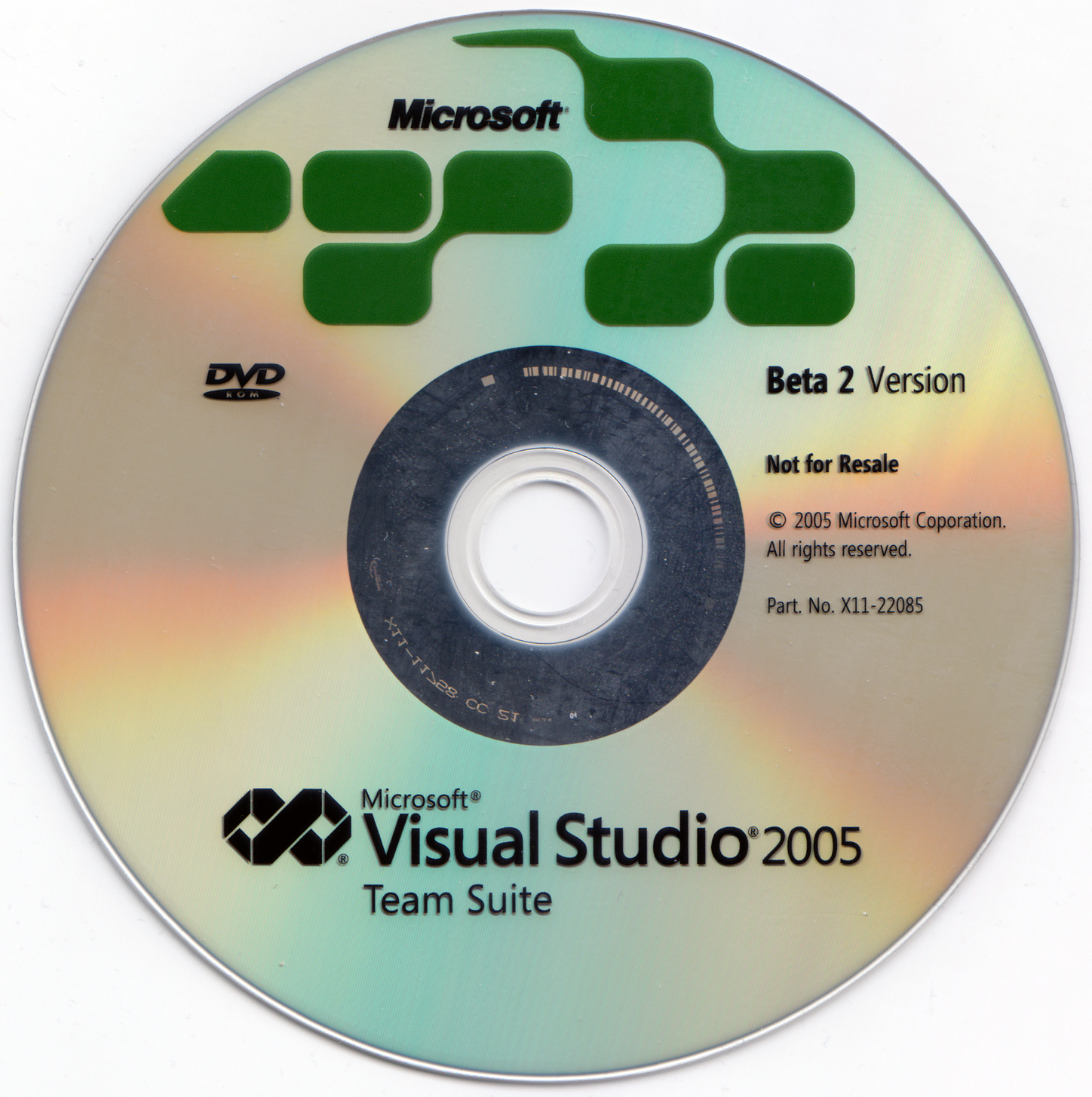
Disque d'installation de Visual Studio 2005 Beta 2 Team Suite

Visual Studio 2005, nom de code Whidbey (en référence à l'île Whidbey dans l'État de Washington), a été publiée en ligne en octobre 2005. Le Framework .NET est alors dans sa version 2.0. Une des nouvelles fonctionnalités de cette version est le Deployment Designer permettant de valider la conception d'applications avant leur déploiement. L'ASP.NET est passé en 2.0. Visual Studio 2005 inclut un support du 64-bit. La nouvelle API du framework .NET inclus les types génériques permettant de créer des patrons de classes ou de méthodes.
Le numéro de version interne de Visual Studio 2005 est 8.0 (le symbole _MSC_VER étant défini comme 1400) (il s'agit d'une révision majeure).

### Visual Studio 2008

Premier logo de Visual Studio (avant sa refonte en 2010)

Cette version (nom de code Orcas) est sortie en version finale à la fin de l'année 2007. Parmi les nouveautés de cette version, :
- elle est fondée sur le .NET Framework 3.5
- des outils de métrologie relatifs au code (indicateurs du nombre de lignes, profondeur des routines, calcul de la complexité cyclomatique), relatifs à la performance (mémoire utilisée, temps d'exécution)
- gestion complète du développement collaboratif et des versions (auteurs et révisions du code) en intégrant l'outil PowerTools
- possibilité d'automatiser les processus de compilation et intégration (avec des triggers)
- meilleure gestion des tests avec possibilité d'élaborer des scénarios de test, module de test spécifique aux applications Ajax
- suppression des wizards assistant et de la bibliothèque ATL pour faire des services web en C++
- amélioration de prise en charge des fichiers XML (validation IE...).

Le numéro de version interne de Visual Studio 2008 est 9.0 (le symbole _MSC_VER étant défini comme 1500).

### Visual Studio 2010

Logo de Visual Studio 2010.

Cette version est sortie en version finale le 12 avril 2010.
Cette nouvelle version utilise la version 4.0 du .NET Framework dans le logiciel ainsi qu'une refonte de l'interface graphique propulsée par WPF.
À cette occasion, le logo a changé, pour une version plus 'moderne'.
Les différentes déclinaisons de Visual Studio ont elles aussi changé de nom par souci de clarification de l'offre.
Le numéro de version interne de Visual Studio 2010 est 10.0 (le symbole _MSC_VER étant défini comme 1600).

### Visual Studio 2012
Visual Studio 2012, introduit le développement d'applications sur l'environnement Windows RT. Le SDK Windows Phone 8.0 est également davantage mis en avant (s'il n'est pas inclus avec l'environnement, il est tout de même proposé au téléchargement). Il introduit la version 4.5 du Framework .NET et les versions compatibles de Windows sont Windows 7 et Windows 8 (et les déclinaisons serveur de ces éditions).
Le numéro de version interne de Visual Studio 2012 est 11.0 (le symbole _MSC_VER étant défini comme 1700).

### Visual Studio 2013
La version finale de Visual Studio 2013 est accessible au téléchargement depuis le 17 octobre 2013.
Le numéro de version interne de Visual Studio 2013 est 12.0 (le symbole _MSC_VER étant défini comme 1800).

### Visual Studio 2015
Disponible depuis le 20 juillet 2015, cette nouvelle version apporte :
- la possibilité de se connecter avec plusieurs comptes ;
- le développement multiplateforme mobile (IOS, Android, Windows Phone) ainsi que le débogage ;
- la prise en charge du débogage des applications DirectX 12 pour les diagnostics des graphiques ;
- la possibilité de se connecter à divers services (Azure, Salesforce, Office 365) ;
- l'ajout de l'analyse dynamique ;
- l'amélioration de l'installation d'outils d'extensibilité ;
- l'ajout d'une fonctionnalité pour envoyer des commentaires auprès de Microsoft ;

Cette version marque une fusion entre les éditions Premium et Ultimate pour simplifier le choix : trois éditions sont disponibles : Community, Professionnel et Enterprise.
Le numéro de version interne de Visual Studio 2015 est 14.0 (le symbole  _MSC_VER étant défini comme 1900).

### Visual Studio 2017
Disponible depuis le 7 mars 2017.
Le numéro de version interne de Visual Studio 2017 est 15.
Ajout de Q Sharp.

### Visual Studio pour Mac
À l'occasion de la conférence Connect() 2016, Microsoft a annoncé le portage de Visual Studio sur macOS, le système d'exploitation d'Apple. Une version bêta est disponible sur le site de Microsoft depuis le 16 novembre 2016. Microsoft annonce l'arrêt de ce logiciel pour le 31 août 2024.

### Visual Studio 2019
Disponible depuis le 2 avril 2019 sur Windows et macOS
Le numéro de version interne de Visual Studio 2019 est 16.
- Recherches améliorées (anciennement lancement rapide)
- Amélioration de Visual Studio IntelliCode
- Nettoyage de code grandement amélioré
- Refonte de la fenêtre de démarrage
- Live Share

### Visual Studio 2022
Disponible depuis le 8 novembre 2021, cette version (numéro interne 17) apporte de nouvelles fonctionnalités, parmi lesquelles :
- Développement assisté par IA
- Prise en charge multi-dépôts Git
- Fonctionnalité de rechargement à chaud (plus avancée que « éditer et continuer »)
- Amélioration de l'outil de recherche (Code search)

Une autre amélioration notable de cette version est le fait que le programme est désormais en 64 bits (support de plus de 4 Go de RAM), ce qui évite les erreurs OutOfMemory pour les solutions très complexes.

## Versions gratuites

### Microsoft Visual Studio Express
Microsoft Visual Studio Express est une version "allégée" disponible gratuitement à des buts éducatifs. Elle reprend, en limitant les fonctionnalités les plus avancées, l'interface de Visual Studio, et en limitant l'usage à un seul langage de programmation par installation.
La première version de Visual Studio Express est la version 2005. Depuis, à chaque nouvelle version de Visual Studio, une version Express a été proposée. Une version "CTP" de Microsoft Visual Studio 2010 Express est sortie le 14/03/2010 pour développer les applications pour Windows Phone 7 incluant une première version 4.0 du framework .NET.
Microsoft Visual Studio Express 2017 est la version finale de Visual Studio Express. Il n'y a pas de version 2019. Il a été remplacé par Microsoft Visual Studio Community

### Microsoft Visual Studio Community
Visual Studio Community est une version plus complète que Visual Studio Express. Elle équivaut, en matière de fonctionnalités, à Visual Studio Professionnel (version payante).
Elle est téléchargeable gratuitement pour les développeurs. Pour les entreprises, elle est disponible jusqu'à cinq utilisateurs pour celles ayant un parc de moins de 250 PC ou un chiffre d'affaires annuel inférieur à un million de dollars. Au-delà, elle reste disponible mais uniquement sous certaines conditions : projets open source, recherches universitaires ou environnement d'apprentissage.

## Produits liés

### Visual Studio Code
Visual Studio Code est présenté lors de la conférence des développeurs Build d'avril 2015 comme un éditeur de code cross-platform, open source et gratuit, supportant une dizaine de langages.